# Monumento nazionale per l'Immigrato

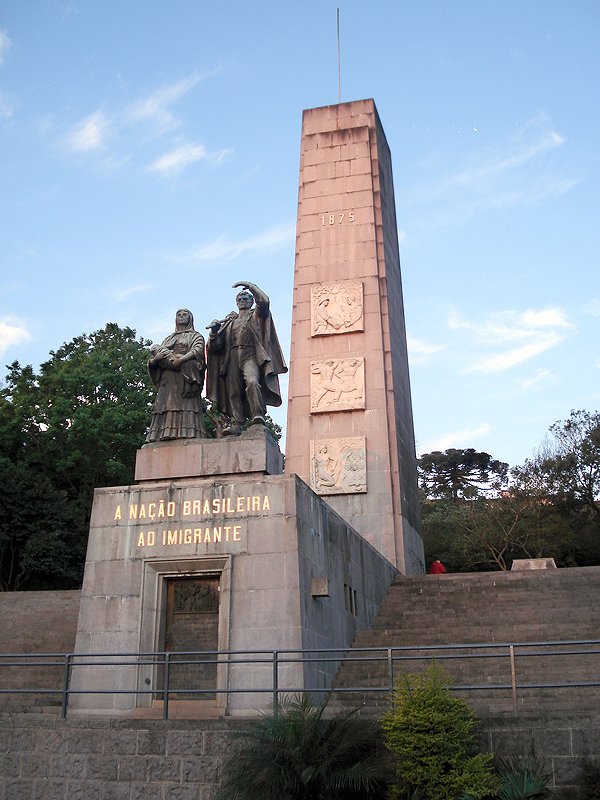
Il Monumento

Il monumento nazionale per l'Immigrato è un monumento di Caxias do Sul, che si trova all'ingresso della città.
Nel 1950 venne posata la prima pietra, per volere del presidente Eurico Gaspar Dutra, per onorare gli immigrati italiani in Brasile. Il progetto viene scelto e portato a termine dallo scultore Antônio Caringi. La costruzione iniziò nel 1951, l'opera venne ultimata nel 1954, e inaugurata dal presidente Getúlio Vargas il 28 febbraio. Alla costruzione del monumento contribuirono il Presidio metallurgico di Abramo Eberle, Tito Bettini, Silvio Toigo e Giuseppe Zambon.
Successivamente, la dicitura venne modificata grazie alla legge 1801 del 2 gennaio 1953, tale modifica portò ad includere tutte le etnie, e non solo gli immigrati italiani, ma tutti i gruppi etnici che hanno contribuito alla composizione sociale e al progresso del Brasile, diventando dunque un monumento nazionale. Nei primi anni del 2000 il monumento è stato ristrutturato.

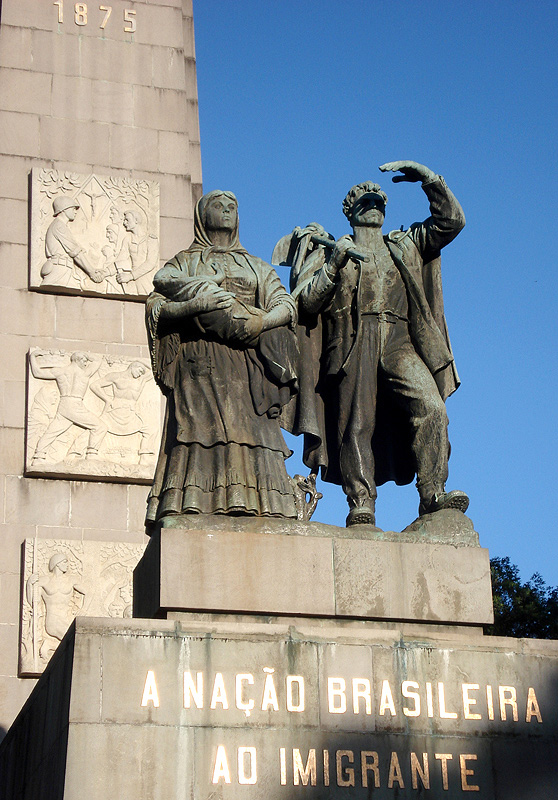
Il monumento con gli immigrati in primo piano

Il monumento rappresenta una coppia di agricoltori, con un bambino tra le braccia della donna, dietro un obelisco con tre immagini allegoriche raffiguranti: la proprietà della terra, la coltivazione dei terreni, e l'alleanza tra le forze civili e militari sotto la protezione divina, e la data della fondazione della città(1875), su entrambi i lati è presente una scala.
Sotto la scultura è presente una cripta, con una immagine di Luiz Antônio Feijó che accoglie gli immigrati, il tutto accompagnato da verso scritti da Cassiano Ricardo. La cripta rivestita di marmo venne donata dal governo italiano, all'entrata è presente la scritta A NAÇÃO BRASILEIRA AO IMIGRANTE. Attualmente il monumento è stato trasformato in un circolo culturale(Espaço Cultural Antônio Caringi), dando vita a esposizioni temporanee.